# كروسيت
كروسيت (بالإنجليزية: Crossett, Arkansas)‏ هي مدينة تقع في مقاطعة أشلي، أركنسو بولاية أركنساس في الولايات المتحدة. تبلغ مساحة هذه المدينة 15.5 (كم²)، وترتفع عن سطح البحر 50 م، بلغ عدد سكانها 5507 نسمة في عام 2010 حسب إحصاء مكتب تعداد الولايات المتحدة.

## التركيبة السكانية
حدّد مكتب تعداد الولايات المتحدة بيانات التركيبة السكانية لكروسيت في تعداد الولايات المتحدة. في ما يلي، التركيبة السكانية حسب تعدادي 2000 و2010.

### تعداد عام 2000
بلغ عدد سكان كروسيت 6,097 نسمة بحسب تعداد عام 2000، وبلغ عدد الأسر 2,418 أسرة وعدد العائلات 1,745 عائلة مقيمة في المدينة. في حين سجلت الكثافة السكانية 394.9 نسمة لكل كيلومتر مربع (1,022.8/ميل2). وبلغ عدد الوحدات السكنية 2,663 وحدة بمتوسط كثافة قدره 172.5 لكل كيلومتر مربع (446.8/ميل2).
وتوزع التركيب العرقي للمدينة بنسبة 59.50% من البيض و39.02% من الأمريكيين الأفارقة و0.07% من الأمريكيين الأصليين و0.46% من الأمريكيين ذوي الأصول الآسيوية و0.02% من سكان جزر المحيط الهادئ و0.30% من الأعراق الأخرى و0.64% من عرقين مختلطين أو أكثر و1.10% من الهسبانيون أو اللاتينيون من أي عرق.
بلغ عدد الأسر 2,418 أسرة كانت نسبة 36.4% منها لديها أطفال تحت سن الثامنة عشر تعيش معهم، وبلغت نسبة الأزواج القاطنين مع بعضهم البعض 52.4% من أصل المجموع الكلي للأسر، ونسبة 16.3% من الأسر كان لديها معيلات من الإناث دون وجود شريك،  بينما كانت نسبة 3.4% من الأسر لديها معيلون من الذكور دون وجود شريكة وكانت نسبة 27.8% من غير العائلات. تألفت نسبة 25.6% من أصل جميع الأسر من عدة أفراد يعيشون في نفس المنزل ونسبة 12.8% كانت تتألف من شخص يعيش بمفرده يبلغ من العمر 65 عاماً أو أكثر. وبلغ متوسط حجم الأسرة المعيشية 2.48، أما متوسط حجم العائلات فبلغ 2.96.
بلغ العمر الوسطي للسكان 37.7 عاماً. وكانت نسبة 26.5% من القاطنين تحت سن الثامنة عشر، وكانت نسبة 7.7% بين الثامنة عشر والرابعة والعشرين عاماً، ونسبة 25.2% كانت واقعةً في الفئة العمرية ما بين الخامسة والعشرين والرابعة والأربعين عاماً، ونسبة 24.1% كانت ما بين الخامسة والأربعين والرابعة والستين، ونسبة 15% كانت ضمن فئة الخامسة والستين عاماً فما فوق. يوجد لكل 100 أنثى 88.0 ذكر، ويوجد لكل 100 أنثى في الثامنة عشر من عمرها فما فوق 83.6 ذكر.
بلغ متوسط دخل الأسرة في المدينة 35,442 دولارًا، أما متوسط دخل العائلة فبلغ 43,864 دولارًا. وكان متوسط دخل الذكور 41,667 دولارًا مقابل 22,206 دولارًا للإناث. وسجل دخل الفرد الخاص بالمدينة 18,288 دولارًا. وكانت نسبة 13.7% من العائلات ونسبة 16.8% من السكان تحت خط الفقر، وكان من هؤلاء نسبة 29.1% تحت سن الثامنة عشر ونسبة 12% في الخامسة والستين من العمر وما فوق.

### تعداد عام 2010
بلغ عدد سكان كروسيت 5,507 نسمة بحسب تعداد عام 2010، وبلغ عدد الأسر 2,274 أسرة وعدد العائلات 1,554 عائلة مقيمة في المدينة. في حين سجلت الكثافة السكانية 356.7 نسمة لكل كيلومتر مربع (923.8/ميل2). وبلغ عدد الوحدات السكنية 2,608 وحدة بمتوسط كثافة قدره 168.9 لكل كيلومتر مربع (437.4/ميل2).
وتوزع التركيب العرقي للمدينة بنسبة 54.93% من البيض و42.24% من الأمريكيين الأفارقة و0.15% من الأمريكيين الأصليين و0.47% من الأمريكيين ذوي الأصول الآسيوية و1.14% من الأعراق الأخرى و1.07% من عرقين مختلطين أو أكثر و2.22% من الهسبانيون أو اللاتينيون من أي عرق.
بلغ عدد الأسر 2,274 أسرة كانت نسبة 32.7% منها لديها أطفال تحت سن الثامنة عشر تعيش معهم، وبلغت نسبة الأزواج القاطنين مع بعضهم البعض 45.1% من أصل المجموع الكلي للأسر، ونسبة 19.2% من الأسر كان لديها معيلات من الإناث دون وجود شريك،  بينما كانت نسبة 4% من الأسر لديها معيلون من الذكور دون وجود شريكة وكانت نسبة 31.7% من غير العائلات. تألفت نسبة 29.1% من أصل جميع الأسر من عدة أفراد يعيشون في نفس المنزل ونسبة 14.1% كانت تتألف من شخص يعيش بمفرده يبلغ من العمر 65 عاماً أو أكثر. وبلغ متوسط حجم الأسرة المعيشية 2.39، أما متوسط حجم العائلات فبلغ 2.92.
بلغ العمر الوسطي للسكان 40.6 عاماً. وكانت نسبة 24.4% من القاطنين تحت سن الثامنة عشر، وكانت نسبة 8.4% بين الثامنة عشر والرابعة والعشرين عاماً، ونسبة 22.6% كانت واقعةً في الفئة العمرية ما بين الخامسة والعشرين والرابعة والأربعين عاماً، ونسبة 25.7% كانت ما بين الخامسة والأربعين والرابعة والستين، ونسبة 18.9% كانت ضمن فئة الخامسة والستين عاماً فما فوق. وتوزع التركيب الجنسي للسكان بنسبة 45.6% ذكور و54.4% إناث.

## أعلام
- بوبي دكورث
- براينت نيلسون
- جيريمي إيفانز
- جيمس د. جونسون
- كيث كيد

## وصلات خارجية
- The US50 - Cities and Towns in Arkansas State
- 2012 United States Census Estimate